# Костадин Катранджиев
Костадин Цветков Катранджиев с псевдоним Авангарда е български революционер на Вътрешната македонска революционна организация (обединена).

## Биография
Костадин Катранджиев е роден през 1896 година в разложкото село Годлево. Работи като железар. През 1919 година влиза в Българската комунистическа партия. Участва активно в Септемврийското въстание през 1923 година. След разгрома на въстанието емигрира в Югославия. Самообразова се. Изучава Есперанто. През 1925 година се завръща и установява в село Бачево. През 1935 година е арестуван и съден по процеса на ВМРО (обединена). Участва в партизанското движение в Пиринско през Втората световна война и е сред членовете на първата партизанска чета в България. През декември 1943 година е тежко ранен при блокада на селата Годлево и Бачево. Заловен е и убит в болницата в Разлог на 10 януари 1944 година.